# Lingula tumidula
Lingula tumidula är en armfotingsart som beskrevs av Reeve 1841. Lingula tumidula ingår i släktet Lingula och familjen Lingulidae. Inga underarter finns listade i Catalogue of Life.